# Rolinda Sharples
Rolinda Sharples (1793-1838) est une peintre anglaise spécialisée dans les portraits et les peintures de genre. Elle a exposé à la Royal Academy et à la Society of British Artists, dont elle est devenue membre honoraire.

## Biographie

### Enfance
Rolinda Sharples nait dans une famille d'artistes : James Sharples, son père, et Ellen Sharples, sa mère qui a étudié auprès de son mari et continu à l'aider dans son atelier après leur mariage. Les trois frères de Rolinda ont également poursuivi une carrière artistique.
Sa famille déménage en Amérique en 1793. Rolinda y vit durant deux périodes, la première entre 1793 et 1801 et la seconde de 1809 à 1811. En 1803, la mère de Rolinda, portraitiste en miniature, commence à encourager sa fille à s'intéresser au métier. Elle lui enseigne le dessin, la rémunérant pour l'encourager. À l'âge de 13 ans, Rolinda rejoint l'entreprise familiale, qui vend  des petits portraits au pastel de personnes célèbres. Avec ses deux frères et sa mère, elle commence alors à copier des portraits miniatures à partir des peintures originales de son père.

### Retour à Bristol
Après la mort de son père à New York en 1811, Rolinda retourne à Bristol avec sa mère et son frère James Jr. Elle gagne sa vie en peignant de petits portraits, et des peintures de genre et d'histoire contemporaine plus ambitieuses qui représentaient des groupes de personnes,. Pendant ce temps, les journaux intimes de sa mère Ellen se sont concentrés sur les progrès de Rolinda en tant qu'artiste. Par ailleurs, Rolinda a  peint sa mère plusieurs fois. En 1814, Rolinda peint un autoportrait, et en 1815 elle réalise un double portrait intitulé L'artiste et sa mère. Une des signatures de l'artiste est de se peindre dans l'arrière-plan de plusieurs de ses œuvres, souvent représentées avec un sourire ironique, regardant directement dans les yeux de l'observateur.

### Election à la Society of British Artists
La peintre est élue membre honoraire de la Society of British Artists en 1827. Elle est l'une des premières femmes artistes britanniques à s'attaquer à des compositions à plusieurs figures. Ses portraits de groupe sont aussi méticuleuses dans les détails que les petits portraits qu'elle peignait autrefois, et aujourd'hui, ses scènes de Regency Bristol sont considérées comme des archives sociales précises de l'époque. Ses peintures principales sont :The Cloak Room, Clifton Assembly Rooms; Course sur les Downs ; Rownham Ferry avec portraits ; L'arrêt de la banque ; et Le procès du colonel Brereton après les émeutes de Bristol de 1831 . Rolinda a également peint des études plus petites et plus intimes de la nature – de coquillages ou d'une petite souris – qu'elle a exposées.

### Fin de vie
Les peintures de Rolinda ont été incluses dans des expositions à Bristol, Leeds, Birmingham et Carlisle, ainsi qu'avec la Royal Academy et la Society of British Artists à Londres. Pendant les huit dernières années de sa vie, elle a vécu avec sa mère dans le quartier Hotwells de Bristol et est décédée d'un cancer du sein en 1838. Beaucoup de ses peintures sont maintenant au Bristol City Museum and Art Gallery.

## Œuvres notables

### Le vestiaire, Clifton Assembly Rooms, 1817

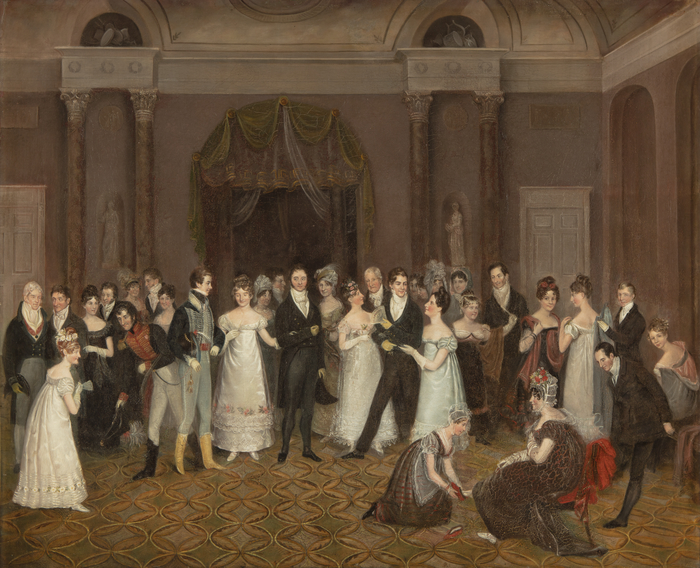
Vestiaire au Clifton Assembly Rooms, 1817

Cette peinture, qui est exposée au Bristol Museum and Art Gallery, est devenue l'une des images les plus reconnaissables de Rolinda pour les fans de Jane Austen et de la British Regency . L'image a été utilisée pour de nombreux livres, notamment A Portrait of Jane Austen, de David Cecil, Jane Austen's World, de Maggie Lane, et High Society, de Venetia Murray. L'une des raisons de son utilisation populaire pourrait être qu'il n'existe aujourd'hui que quelques peintures géorgiennes qui représentent des assemblées en cours, avec des gens dansant ou se déplaçant. Ce tableau montre un groupe au vestiaire se préparant pour la soirée. Les salles de réunion de Clifton survivent encore à ce jour.

### Autres tableaux

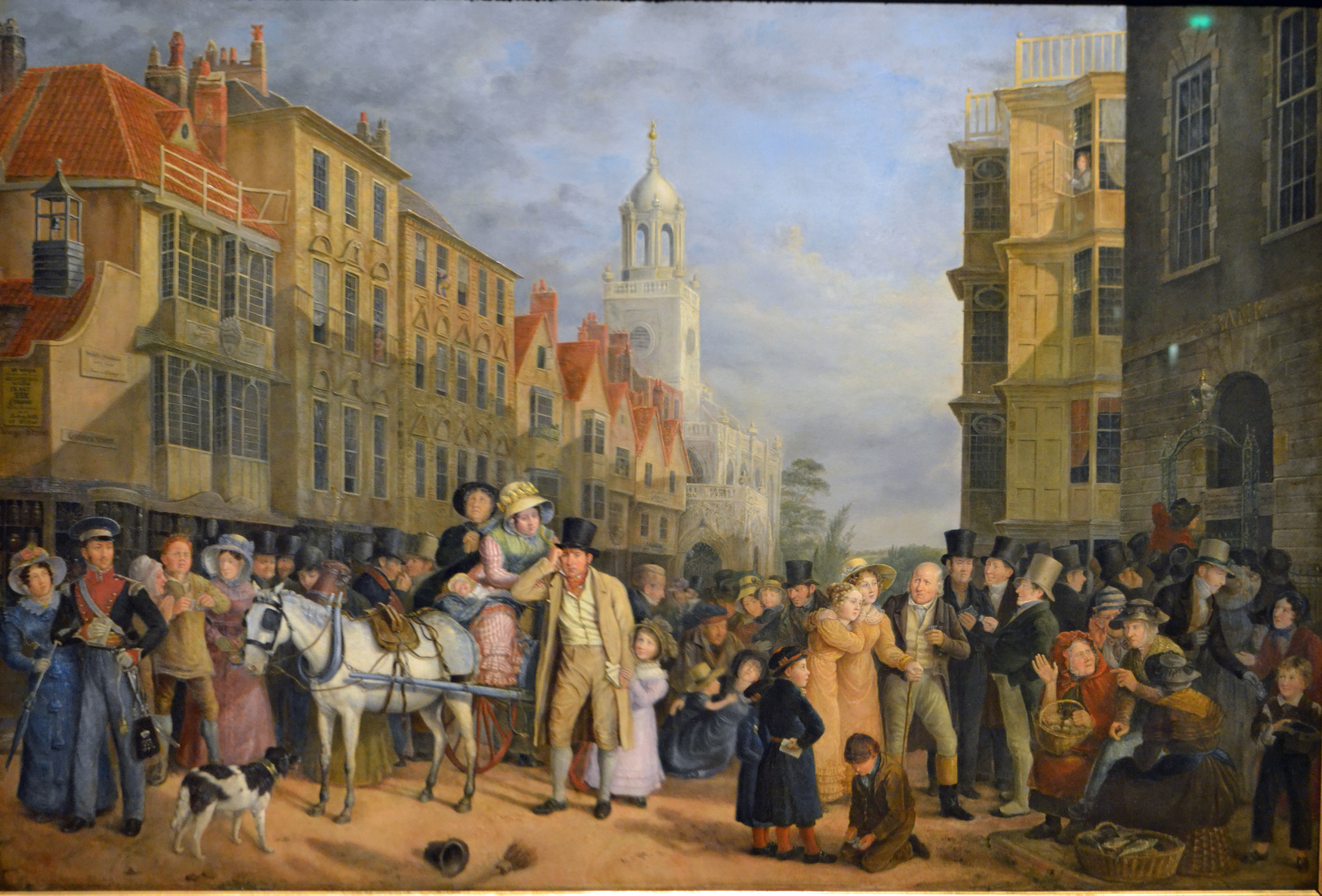
The Stoppage of the Bank, 1831
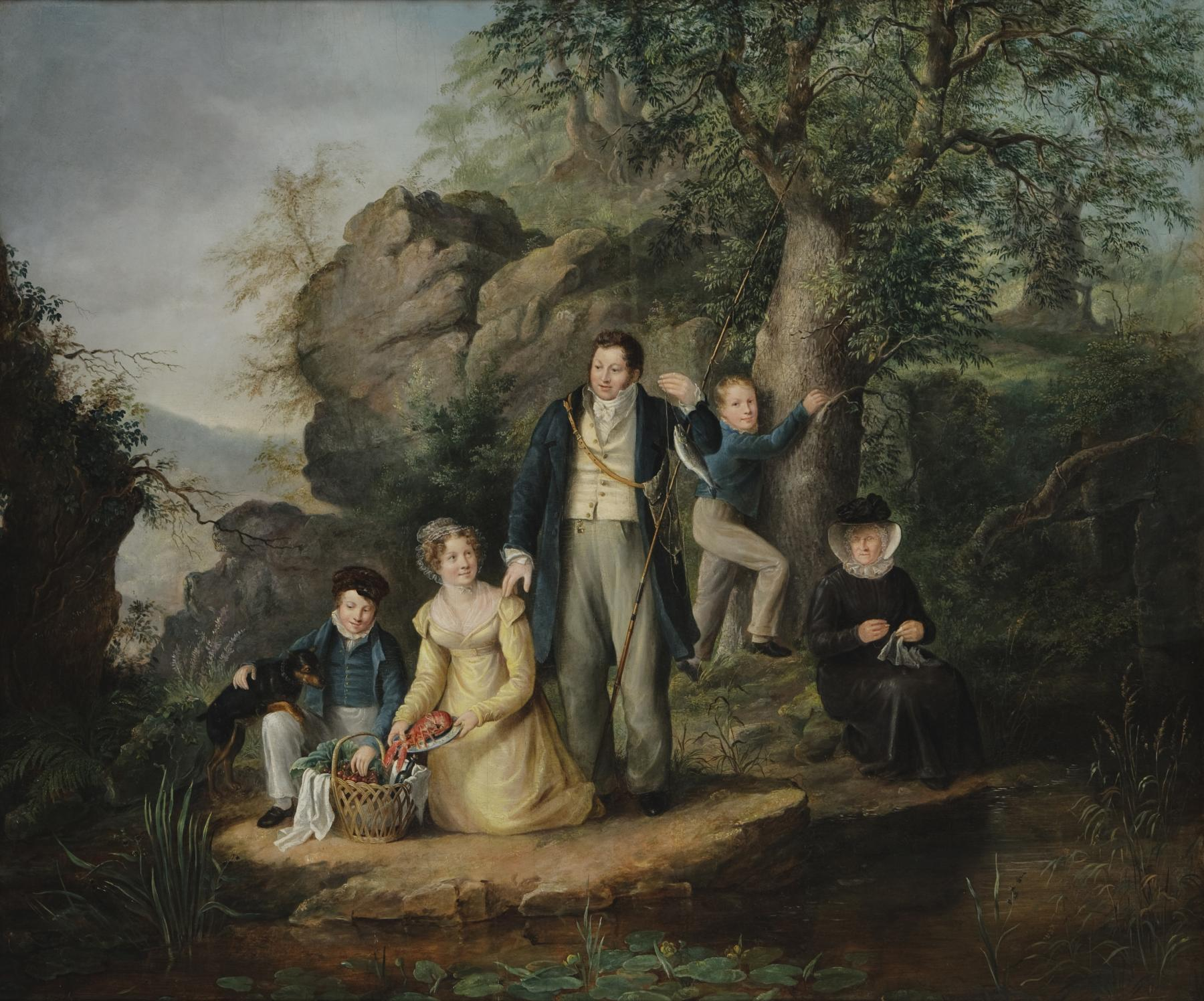
The Sharples Family
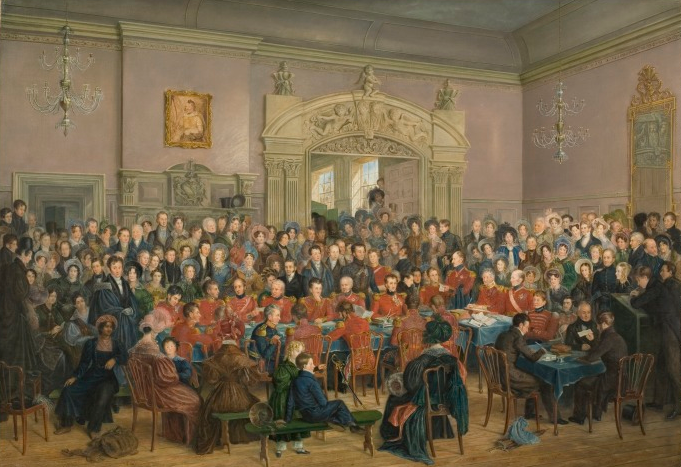
The Trial of Colonel Brereton after the Bristol riots of 1831
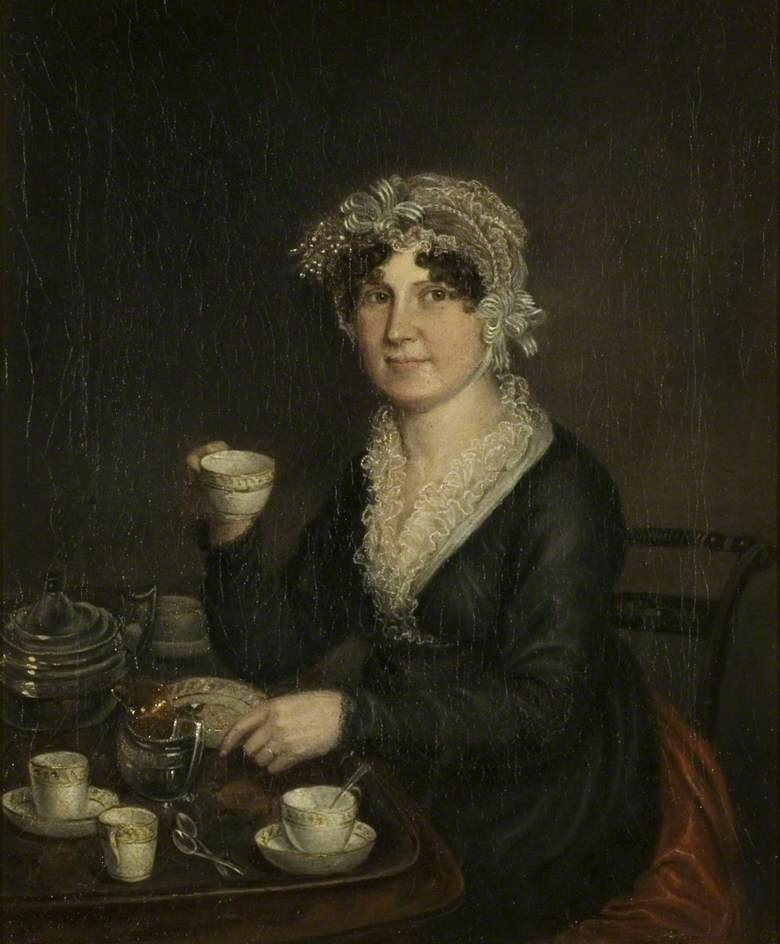
Portrait d'Ellen Sharples

### Peintures de l'Académie royale
Le catalogue des exposants de la Royal Academy indique qu'elle y a exposé ses œuvres en 1820, 1822 et 1824.
- 1820 : Shells ; Eliza at Work ; A Market, Portrait of a Lady
- 1822 : Rownham Ferry With Portraits[9], The Young Delinquent
- 1824 : A mouse